# В Интернете никто не знает, что ты собака

Изображение Питера Штайнера, опубликованное в The New Yorker

В Интернете никто не знает, что ты собака (англ. On the Internet, nobody knows you’re a dog) — рисунок Питера Штайнера, опубликованный 5 июля 1993 года на страницах The New Yorker и изображающий двух собак: одна сидит за компьютером и произносит эту самую фразу, а вторая сидит рядом и внимательно её слушает. С 2011 года данное изображение является самым популярным рисунком журнала The New Yorker, в результате чего Штейнер заработал 50 000 долларов от регулярного переиздания иллюстрации. Подпись на рисунке стала в английском языке поговоркой.

## История
Питер Штайнер, художник, работавший на New Yorker, отметил, что сначала мало кто обратил внимание на рисунок, но затем картина, казалось, обрела свою собственную жизнь, и ее автор чувствовал себя точно так же, как чувствовал себя создатель «смайлика». Штайнер не планировал глубоко комментировать состояние Интернета, а лишь  придумал интересную подпись к рисунку.
По поводу популярности иллюстрации Штейнер сказал: «Я не могу полностью понять произошедшее. Он просто стал популярен».

## Контекст
Рисунок отмечает важный момент в истории Интернета. В прошлом Интернет был доступен исключительно правительственным инженерам и учёным, поэтому и стал предметом обсуждения большого количества населения. Основатель Lotus Software и интернет-активист Мич Кейпор сказал следующее: «Истинный признак того, что интерес к Интернету достиг своей критической массы, был опубликован этим летом, когда The New Yorker напечатал рисунок, изображающий двух осведомлённых в этом вопросе собак».
Рисунок символизирует понимание частной жизни в интернете. В сети пользователи могут отправлять и получать почту, оставаясь при этом анонимными. Лоуренс Лессиг полагает, что «никто не знает», потому что интернет-протоколы не требуют от пользователя идентификации, хотя некоторые, например, установленные в университетских компьютерах, и могут запросить определённые сведения о пользователе. Однако эта информация ограничивается лишь локальной точкой доступа и не является частью общего интернет-протокола.
Исследования интернет-зависимости поднимают вопрос о том, что из-за регулярного использования сети, самоопределение становится частью навязчивого состояния «находиться онлайн». Отсюда следует, что фраза на рисунке может означать, что «киберпространство освобождает, поскольку ни пол, ни раса, ни возраст, ни взгляды, ни даже „собачность“ потенциально не являются важными, а иногда, наоборот, неверно указаны с некоторой целью — законной или незаконной». Это утверждение, высказанное в 1996 году Джоном Гилмором, ключевой фигурой в развитии Usenet. Фраза также предполагает «компьютерное лицемерие» проявляемое в позиционировании себя как представителя другого пола, расы, возраста и т. п.. На другом уровне «свобода собаки принять решение, чтобы помочь себе, является свободой „пройти“ как части привилегированной группы, то есть людей с доступом к Интернету».
Согласно Бобу Манкову, художнику-редактору The New Yorker, «рисунок затронул тему нашего недоверия к красивому внешнему виду, который может создать любой более-менее знакомый с языком HTML».

## В популярной культуре
Изображение вдохновило Алана Дэвида Перкинса на создание спектакля «Никто не знает, что я собака». Сюжет спектакля вращается вокруг шести разных людей, не способных общаться с людьми в реальном мире, но, тем не менее, выяснивших, что анонимность в Интернете позволяет им социализироваться.
Набор интернет-приложений Cyberdog от Apple был назван в честь данного рисунка.
В 2013 году в веб-комиксе The Joy of Tech появился выпуск из двух панелей. На левой почти точная копия рисунка и подпись: «В 1990-е». На правой с подписью «Сейчас». В высокотехнологичном дата-центре один стереотипный шпион говорит другому: «Наш анализ говорит, что он определённо бурый лабрадор. Он живёт с чёрно-белой помесью бигля, и, подозреваю, они вяжутся».
23 февраля 2015 года на страницах The New Yorker появился рисунок Каамрана Хафиза: пара собак, наблюдающих за своим хозяином, сидящим за компьютером, при этом одна спрашивает другую: «А помнишь, когда в Интернете никто не знал, кто ты?».
Это стало часто используемым рефреном в дискуссиях об Интернете и как таковой стало интернет-мемом, возможно, знаковым для интернет-культуры.